# Дзяугіс Михайло Мартинович
Миха́йло Марти́нович Дзяугіс (1898, місто Брянськ, тепер Російська Федерація — ?) — радянський діяч. Член ВЦВК. Член Центральної контрольної комісії ВКП(б) у 1925—1927 роках. 

## Життєпис
Освіта початкова. Учасник громадянської війни в Росії.
Член РКП(б) з 1920 року.
До 1927 року працював токарем по металу на заводах Брянської губернії.
З 1927 року — голова робітничої частини контрольної комісії ВКП(б) та член заводського комітету на заводі «Профінтерн» Брянської губернії. Потім працював уповноваженим робітничого кооперативу.
До 1951 року працював токарем машинно-тракторної станції Тасеєвського району Красноярського краю.
Заарештований 21 квітня 1951 року. Звинувачення за статтями 58-2, 58-9, 58-10 Кримінального кодексу РРФСР. Засуджений 14 липня 1951 року Красноярським крайовим судом до 10 років виправно-трудових таборів. Термін скорочено 11 серпня 1951 року Верховною радою РРФСР до 5 років  виправно-трудових таборів. Звільнений зі зняттям судимості відповідно Указу від 27 березня 1953 року «Про амністію».
Подальша доля невідома.
Реабілітований 5 квітня 1993 року прокуратурою Краснодарського краю.